# Simão Dias
Simão Dias là một đô thị thuộc bang Sergipe, Brasil. Đô thị này có diện tích 560,8 km², dân số năm 2007 là 37141 người, mật độ 66,23 người/km².